# Anathon Aall
Anathon August Fredrik Aall (15 d'agost de 1867-9 de gener de 1943) va ser un acadèmic noruec, filòsof i psicòleg. Originalment educat com a teòleg, es va convertir en professor de filosofia a la Universitat d'Oslo.

## Antecedents
Va néixer a Nesseby a Finnmark, Noruega. Va ser fill del vicari Niels Anton Aall (1833-1896) i la seva esposa Mathilde Susanne Dahl (1842-1910). El seu avi, Hans Cato Aall (1807-1862), era diputat al Parlament i alcalde de Hammerfest. També va ser rebesnet de Nicolai Benjamin Aall, i rebesnebot de Niels, Jørgen i Jacob Aall.
Va ser germà del jurista i polític feixista Herman Harris Aall (1871-1957).
La seva germana Marna Aall (1873-1948) es va casar amb el filòsof Kristian Birch-Reichenwald Aars des del 1895 fins al 1910.
Anathon Aall va fer una biografia a Aars en el primer volum de la primera edició del diccionari biogràfic Norsk biografisk leksikon.

## Carrera professional
La família d'Aall es va traslladar molt durant els seus primers anys, ja que el seu pare era un capellà. Aall va acabar la seva educació secundària a Stavanger el 1886, i es va graduar a la Universitat Royal Frederick (actualment a la Universitat d'Oslo) amb el grau de cand.theol. el 1892. Del 1893 al 1897 va emprendre estudis religiosos en quatre països europeus. El 1897 va sol·licitar un càrrec com a professor d'història de l'església a la Universitat Reial de Frederick, però va ser rebutjat, ja que la comissió d'avaluació va trobar que estava "desviant de la fe de la nostra Església" i, per tant, era "incapaç" de fer conferències per a sacerdots candidats.
Després d'això va estudiar filosofia al Regne Unit i psicologia experimental a Alemanya. Va ser elegit membre de l'Acadèmia Noruega de Ciències i Lletres el 1898. Va publicar diversos treballs, inclosa la tesi de 1903 Über die Wirkung der Wiederholung eines Elementes bei gleichzeitiger Vorführung mehrerer Schriftzeichen. Va treballar com a professor a la Universitat de Halle-Wittenberg des del 1904 fins al 1908. Va ser nomenat professor de filosofia a la Universitat reial Frederick el 1908. A més de investigar la filosofia, va publicar treballs sobre la història de les idees, i també va ajudar a crear el Departament de Filosofia, que va liderar fins a la seva jubilació el 1937. Va ser degà de la Facultat d'Humanitats del 1918 al 1921, i va ser professor visitant a la Universitat de Colúmbia des del 1924 fins al 1925. Aall també va estar involucrat en el treball de la temprança, a més de promoure la pau internacional.

## Vida personal
Des del 1899 es va casar amb Cathrine Antonie Langaard (1863-1926), una filla de l'empresari Conrad Langaard. A l'octubre del 1928 es va casar amb la ciutadana austríaca Lily Weiser (1898-1987), una etnòloga. Va morir el gener de 1943 a Lunner.
Anathon Aall va ser l'avi del psicòleg noruec Lisbeth F.K. Holter Brudal. La seva correspondència privada i notes són mantingudes per la Biblioteca Nacional de Noruega.

## Obres seleccionades
- Geschichte der Logosidee in der christlichen Literatur (1899)
- Philosophische Abhandlunge (1906)
- Logik (1909)
- Die norwegisch-schwedische Union, ihr Bestehen und ihre Lösung (1912)